# Puchar Świata w biegach narciarskich 2013/2014 – Toblach
Ósme zawody Pucharu Świata w biegach narciarskich w sezonie 2013/2014 odbyły się we włoskim Toblach. Konkurencje zostały rozegrane 1 i 2 lutego 2014. Zawodnicy rywalizowali w biegach dystansowych stylem klasycznym (15 km dla mężczyzn i 10 km dla kobiet) oraz sprintach indywidualnych stylem dowolnym. Były to ostatnie zawody Pucharu Świata przed Zimowymi Igrzyskami Olimpijskimi 2014.

## Program zawodów
| Dzień    | Konkurencja                   | Początek  | Liczba uczestników |
| -------- | ----------------------------- | --------- | ------------------ |
| 1 lutego | 10 km kobiet st. klasycznym   | 10:30 CET | 54                 |
| 1 lutego | 15 km mężczyzn st. klasycznym | 14:15 CET | 81                 |
| 2 lutego | Sprint kobiet st. dowolnym    | 11:00 CET | 56                 |
| 2 lutego | Sprint mężczyzn st. dowolnym  | 11:00 CET | 82                 |

## Wyniki

### 10 km kobiet
| Pozycja | Zawodniczka            | Reprezentacja | Wynik   | Strata  |
| ------- | ---------------------- | ------------- | ------- | ------- |
| złoto   | Marit Bjørgen          | Norwegia      | 26:54,2 | —       |
| srebro  | Therese Johaug         | Norwegia      | 27:30,9 | +36,7   |
| brąz    | Charlotte Kalla        | Szwecja       | 27:37,1 | +42,9   |
| 4.      | Heidi Weng             | Norwegia      | 27:39,0 | +44,8   |
| 5.      | Justyna Kowalczyk      | Polska        | 27:41,4 | +47,2   |
| 6.      | Kerttu Niskanen        | Finlandia     | 27:48,0 | +53,8   |
| 7.      | Astrid Jacobsen        | Norwegia      | 27:50,1 | +55,9   |
| 8.      | Kristin Størmer Steira | Norwegia      | 27:55,8 | +1:01,6 |
| 9.      | Aino-Kaisa Saarinen    | Finlandia     | 28:07,8 | +1:13,6 |
| 10.     | Stefanie Böhler        | Niemcy        | 28:23,6 | +1:29,4 |

### 15 km mężczyzn
| Pozycja | Zawodnik               | Reprezentacja | Wynik   | Strata |
| ------- | ---------------------- | ------------- | ------- | ------ |
| złoto   | Aleksandr Legkow       | Rosja         | 37:02,7 | –      |
| srebro  | Dario Cologna          | Szwajcaria    | 37:05,6 | +2,9   |
| brąz    | Marcus Hellner         | Szwecja       | 37:20,3 | +17,6  |
| 4.      | Dmitrij Japarow        | Rosja         | 37:26,5 | +23,8  |
| 5.      | Alex Harvey            | Kanada        | 37:30,1 | +27,4  |
| 6.      | Petter Northug         | Norwegia      | 37:51,0 | +48,3  |
| 7.      | Lars Nelson            | Szwecja       | 37:51,3 | +48,6  |
| 8.      | Iivo Niskanen          | Finlandia     | 37:57,6 | +54,9  |
| 9.      | Daniel Richardsson     | Szwecja       | 38:00,6 | +57,9  |
| 10.     | Martin Johnsrud Sundby | Norwegia      | 38:01,5 | +58,8  |

### Sprint kobiet
| Pozycja | Zawodniczka              | Reprezentacja     | Wynik        | Strata |
| ------- | ------------------------ | ----------------- | ------------ | ------ |
| złoto   | Marit Bjørgen            | Norwegia          | Finał        | 2:59,8 |
| srebro  | Denise Herrmann          | Niemcy            | Finał        | +0,4   |
| brąz    | Ingvild Flugstad Østberg | Norwegia          | Finał        | +1,4   |
| 4.      | Maiken Caspersen Falla   | Norwegia          | Finał        | +2,1   |
| 5.      | Kikkan Randall           | Stany Zjednoczone | Finał        | +2,6   |
| 6.      | Katja Višnar             | Słowenia          | Finał        | +3,0   |
|         |                          |                   |              |        |
| 7.      | Vesna Fabjan             | Słowenia          | Półfinał (2) | —      |
| 8.      | Heidi Weng               | Norwegia          | Półfinał (1) | —      |
| 9.      | Ida Ingemarsdotter       | Szwecja           | Półfinał (1) | —      |
| 10.     | Kathrine Rolsted Harsem  | Norwegia          | Półfinał (2) | —      |
| 11.     | Sandra Ringwald          | Niemcy            | Półfinał (1) | —      |
| 12.     | Aurore Jean              | Francja           | Półfinał (2) | —      |

### Sprint mężczyzn
| Pozycja | Zawodnik            | Reprezentacja | Wynik        | Strata |
| ------- | ------------------- | ------------- | ------------ | ------ |
| złoto   | Ola Vigen Hattestad | Norwegia      | Finał        | 2:44,8 |
| srebro  | Eirik Brandsdal     | Norwegia      | Finał        | +0,6   |
| brąz    | Josef Wenzl         | Niemcy        | Finał        | +0,9   |
| 4.      | Pål Golberg         | Norwegia      | Finał        | +1,4   |
| 5.      | Teodor Peterson     | Szwecja       | Finał        | +1,5   |
| 6.      | Jovian Hediger      | Szwajcaria    | Finał        | +31,8  |
|         |                     |               |              |        |
| 7.      | David Hofer         | Włochy        | Półfinał (2) | —      |
| 8.      | Jöri Kindschi       | Szwajcaria    | Półfinał (2) | —      |
| 9.      | Roman Schaad        | Szwajcaria    | Półfinał (1) | —      |
| 10.     | Juho Mikkonen       | Finlandia     | Półfinał (2) | —      |
| 11.     | Emil Jönsson        | Szwecja       | Półfinał (2) | —      |
| 12.     | Calle Halfvarsson   | Szwecja       | Półfinał (1) | —      |